# José Menéndez Menéndez
José Menéndez Menéndez (Miranda, Avilés, Asturias, España; 2 de noviembre de 1846 - Buenos Aires, Argentina; 24 de abril de 1918) fue un empresario  español radicado en la Patagonia argentina y chilena.

## Biografía
José Menéndez Menéndez nació en la parroquia de Santo Domingo de Guzmán de Miranda (Avilés, Asturias, España) el 2 de noviembre de 1846. Fue el segundo hijo de siete hermanos, del matrimonio de Manuel Menéndez Álvarez (originario de Peñaflor, Grado) y de María Menéndez Granda, su tío materno, José, que era maestro en Ventosa, en el concejo de Candamo.
En 1860 se embarca a América, previo paso por la isla de Cuba, hasta radicarse finalmente en Argentina.

…Transcurre el 4 de noviembre de 1860. En el fondo de la ría que lleva el mismo nombre del pueblo surgido a su vera, Avilés, un bergantín se apresta para zarpar. Es La Francisca, de 800 toneladas de registro, y su lejano destino allende el Atlántico el puerto de La Habana, en la isla de Cuba.

Un indeterminado día de 1866 José Menéndez Menéndez arribó a Buenos Aires. Se empleó como tenedor de libros en las firmas Corti Riva y Cía. y luego en la firma Etchart y Cía., empleos que lo familiarizaron con el negocio marítimo que años más tarde desarrollaría en la Patagonia, donde logró amasar renombrada fortuna como comerciante, empresario naviero y ganadero.La Sociedad de Explotación solicitó y recibió permiso del gobierno chileno para sacar a la población indígena de la zona. José Menéndez, uno de los accionistas de la empresa, y suegro de Mauricio, ordenó el exterminio de los selk'nam. Según el informe La Comisión de Verdad Histórica y Nuevo Trato:

La Sociedad Explotadora de Tierra del Fuego impulsó una práctica más agresiva en contra de los indígenas, ya que al ocupar la totalidad del territorio que le correspondía, y que era el centro del territorio selk'nam, introdujo ganado, y cercó los campos, restringiendo la movilidad de los pobladores originales... Para resguardar su propiedad la Sociedad contrató personal especializado para vigilar a los indígenas imponiendo una verdadera política de guerra (…) Este personal junto al de otras estancias sería el responsable directo, al menos, de la muerte de más de 300 indígenas

### Familia
El 19 de marzo de 1873 contrajo matrimonio con María Behety Chapital, nacida el 24 de mayo de 1848 en Montevideo; hija del matrimonio de vasco franceses Félix Behety y María Chapital. La boda se celebró en la Iglesia de la Merced, en Buenos Aires, ciudad donde la familia se estableció por un tiempo.
El matrimonio tuvo nueve hijos:
- Alejandro y Josefina, nacidos en Buenos Aires.
- José, Julio y María, nacidos en Punta Arenas (Chile). María falleció a causa de una pulmonía antes de cumplir el año de edad, huyendo de la revuelta militar en Punta Arenas conocida como «Motín de los Artilleros» (1877).
- María (II), Alfonso, Carlos y Herminia, nacidos en Punta Arenas.

La ciudad sufrió destrozos y se cometieron actos de barbarie. Entre los hechos perpetrados, se recuerda la pérdida de una pierna de María Behety por gangrena a causa de una herida por una bala perdida, que en medio del bosque se la amputa el médico de Punta Arenas que huía con ellos
Josefina se casó con el empresario y socio de José Menéndez, Mauricio Braun. Carlos, abogado, se casó con Cristina García González Bonorino. José lo hizo con Teresa Montes Thurler, hija de José Montes, otro hacendado originario de Asturias. Herminia, por su parte, se casó con Arturo Enrique Gómez Palmés y María se casó con el empresario Francisco Campos Torreblanca.

### En la Patagonia

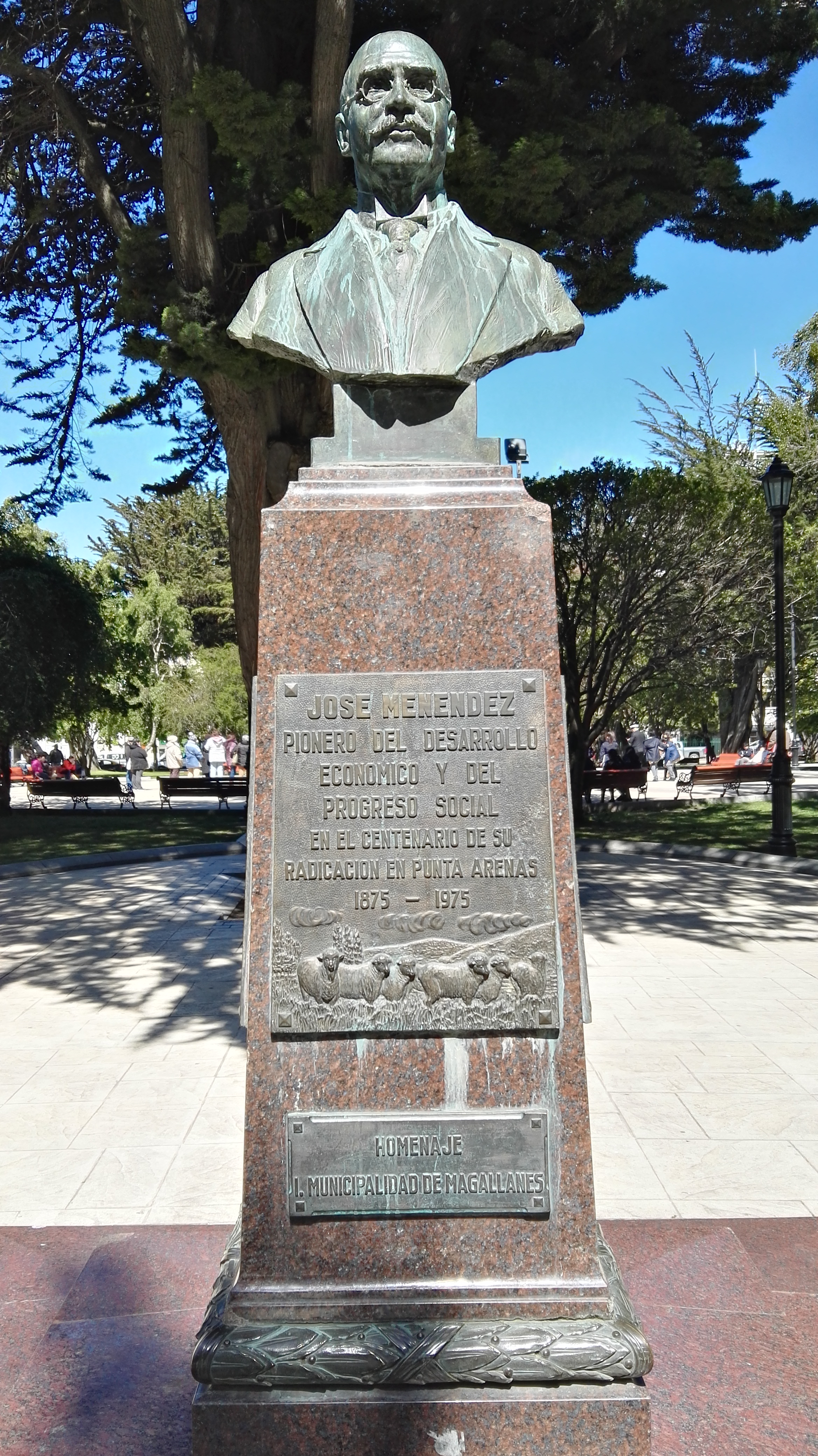
Busto en Punta Arenas, Chile

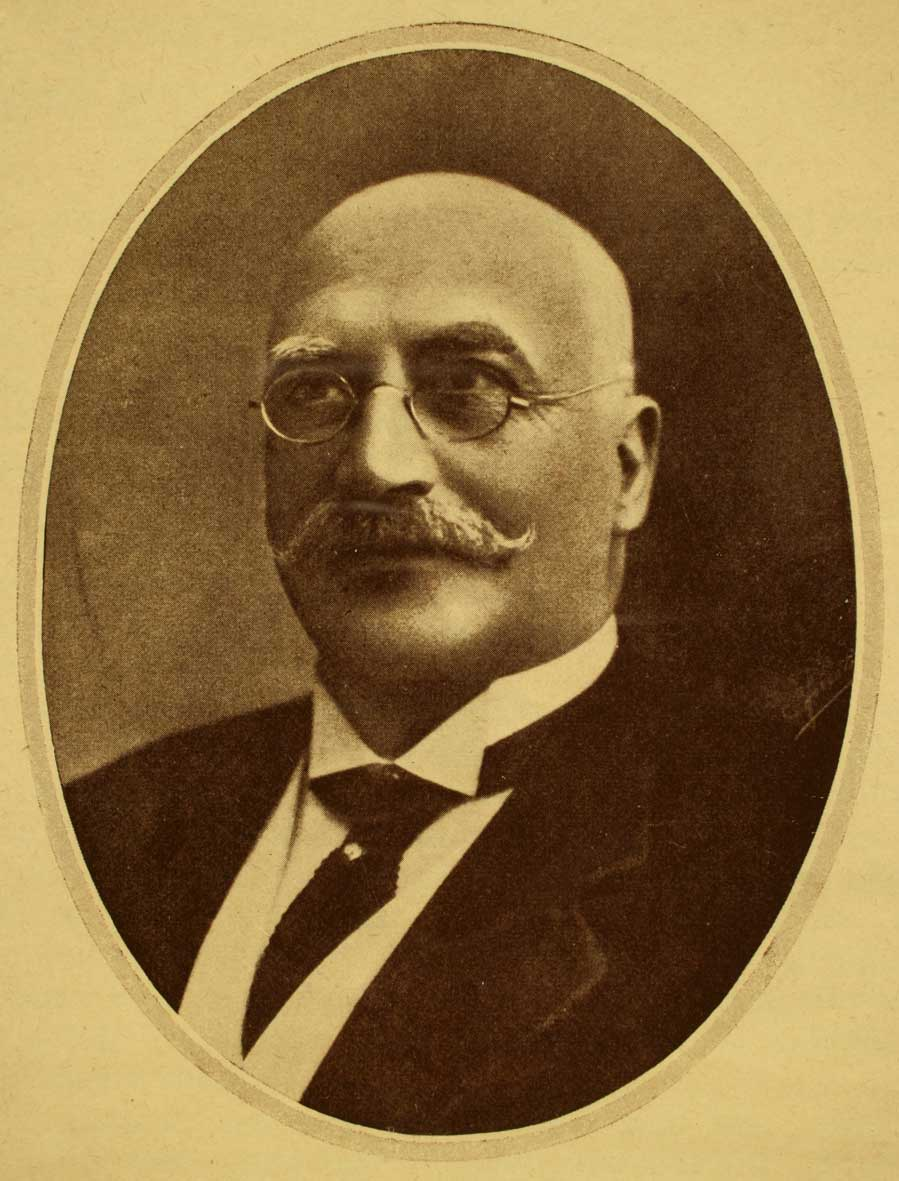
José Menéndez

En 1874 José Menéndez apuntó el rumbo de su empresa a la Patagonia llegando hasta Punta Arenas, capital del Territorio de Magallanes, en Chile, donde más tarde estableció su residencia y la base de sus principales negocios. En 1876 comenzó con el negocio del ganado ovino, transportando ovejas desde las islas Malvinas y surgiendo así la empresa José Menéndez y Cía y la Estancia San Gregorio, hoy sitio histórico de la comuna chilena homónima.
En septiembre de 1892 compró el Amadeo, que fue la primera nave de su propiedad y el primer vapor con matrícula de Punta Arenas, cargando en su viaje inaugural los ladrillos para construir la residencia familiar. El primer "raque" o salvamento de mercancías en el que participó el vapor Amadeo de José Menéndez fue el de la fragata británica Duchess of Albany que, en viaje de Río de Janeiro a Valparaíso, encalló el 13 de julio de 1893 en Caleta Policarpo, al sudeste de Tierra del Fuego. A pesar de que el Amadeo fue declarado en 1972 Monumento Nacional por Chile, su casco permanece varado en las playas de la bahía de San Gregorio (Chile), sometido a los caprichos del mar que va socavando su estructura de la que solamente quedarán un montón de hierros. Los intentos de restauración del estado chileno han chocado siempre con la negativa de los descendientes de Menéndez.
En 1893 José Menéndez participó en la puesta en marcha de la misión salesiana de Nuestra Señora de la Candelaria, en río Grande, trasladando en su vapor Amadeo los materiales necesarios para la construcción de los edificios. Los religiosos se mostraron muy preocupados, puesto que rápidamente ambicionó esas tierras, como atestigua el padre José María Beauvoir.

"Dice pertenecerle dos lotes en la margen izquierda desde la boca a río arriba, lugar cabalmente que ocupamos nosotros y donde estamos edificando nuestra colonia. ¿Qué le parece? ¡Si había sido este Sr. Menéndez más vivo que nosotros, más incansable! Así que cuando le parezca a este señor por algún pretexto real o imaginado, que no tardará en tenerlo, si se le antoja podrá mandarnos a pasear ¡Vea si no son más despiertos los hijos de las tinieblas que los de labor!"

Y así fue, puesto que tiempo después (1896), fundó la estancia Primera Argentina de 105-169 hectáreas, que le compró a Juan Nepomuceno Fernández, hijo del fundador de la Sociedad Rural Argentina del mismo nombre y que, a su vez, se había quedado con esas tierras tras el repentino fallecimiento de Julio Popper, el verdadero adjudicatario por parte del estado argentino. Esa estancia es la que luego pasó a llamarse Estancia José Menéndez, ubicada a 17 kilómetros al suroeste de la ciudad de Río Grande. Menéndez fundó una nueva sucursal de su casa de comercio en la ciudad de Río Gallegos, y poco tiempo después en Santa Cruz.
En 1893 participó en el grupo de los primeros accionistas de la Sociedad Explotadora de Tierra del Fuego donde era dueño de 200 acciones, con una participación superior al 15%. Esta Sociedad montó un imperio ganadero que abarcó gran parte de la Patagonia. Su principal vestigio es el Frigorífico Bories, ubicado en Puerto Bories, Chile, actualmente convertido en el hotel The Singular Patagonia, por descendientes de cuarta y quinta generación.
Más tarde, en 1897, inició un segundo emprendimiento ganadero, fruto del éxito que había obtenido con la Estancia «Primera Argentina», creó la «Segunda Argentina». Actualmente «Estancia María Behety», ubicada a 15 kilómetros al noroeste de la ciudad de Río Grande, donde se erigió en 1935 el galpón de esquila que aún conserva la condición de ser el más grande del mundo.[cita requerida]
En 1903, compró las tierras adyacentes a bahía Gregorio sobre el estrecho de Magallanes. De tal modo que fue dueño de 430.000 hectáreas solo en la isla Grande de Tierra del Fuego.
Tras convertirse en uno de los máximos hacendados de entonces, comenzó a realizar nuevos negocios: entre tantos otros, compró la mina Loreto a Agustín Ross, creó la grasería y manufacturera de carne envasada en la gran factoría de José Menéndez, base de la "Compañía Frigorífica de Tierra del Fuego S.A."; aumentó notoriamente su flota marítima; comenzó un estímulo para la creación de rutas y carreteras en el sur, organizó instituciones bancarias y colonizó inmensas regiones australes.
En 1907 y debido a la crisis financiera, se asoció con Mauricio Braun, hasta entonces su principal competidor y yerno, al contraer matrimonio con Josefina Menéndez Behety.
En 1910 se fundó la Sociedad Anónima Ganadera y Comercial Menéndez Behety, con sede en Punta Arenas. Y luego formó la Sociedad Anónima Importadora y Exportadora de la Patagonia junto con Mauricio Braun y Juan Blanchard. Su actividad abarcó almacenes de ramos generales, establecimientos ganaderos y flota naviera.
En la década de 1960 se liquidaron gran parte de los bienes de esta sociedad y se dio impulso a la cadena de supermercados La Anónima con más de 100 sucursales en toda la Patagonia Argentina y centro de la provincia de Buenos Aires.
Si bien a fines del siglo XX el paquete accionario se concentró en los herederos de la familia Braun, esta reconocida empresa argentina tiene sus orígenes en la visión comercial de José Menéndez y Mauricio Braun.
Los selknam habitaban desde nueve mil años antes la Isla Grande de Tierra del Fuego y desaparecieron a causa principalmente de las persecuciones de las que fueron objeto por parte de los ganaderos. De acuerdo a un estudio hecho por Clara García Moro  “Reconstrucción del proceso de extinción de los selknam", a través de los libros misionales, un 50% de los indios pereció en las misiones a consecuencia de enfermedades infecciosas que les contagiaban los mismos religiosos, del restante, un 20 % por violencia intragrupal, un 15 % por mestizaje y aculturación y un 15 % por enfrentamientos o acciones punitivas.(Anales de la Patagonia). Cuando Julio Popper llegó a la Isla Tierra del Fuego se produjeron las primeras denuncias de matanzas, por lo que los padres salesianos fundaron la misión San Rafael en isla Dawson para protegerlos. Se les pedía una libra esterlina para su manutención. La relación de Menéndez con la tragedia selknam es por una matanza de unos 17 indios que efectuó, siguiendo sus instrucciones, el administrador de la Estancia Primera Argentina, Alexander Mac Lennan en 1897.
Fue el historiador regional Mateo Martinic quién publicó una carta estremecedora de uno de los empleados de la estancia Primera Argentina, el escocés James Robbins, que en 1898 escribía a un amigo

[…] tenemos quince soldados aquí cuyo deber es cazar indios. Ocho de nosotros salimos de aquí una noche y viajamos al sur, pasado Punta María, con un indio que nos guía, llegamos al punto más cercano al campamento indio, dejamos los caballos y caminamos una hora y veinte minutos a través del monte y pillamos alrededor de setenta. Voy a correr el velo sobre los siguientes cinco minutos y dejarlo que suponga el resto.

Sin embargo, el principal "cazador de indios" fue el escocés Alexander Mac Lennan, administrador de la estancia Primera Argentina, apodado Chancho Colorado porque era de tez rosada y rubio de cabello, el cual proponía su particular solución final para el asunto indígena: "mejor es meterles una bala".
Mac Lennan fue el organizador de la matanza de Cabo Peñas, donde sus hombres y él, armados con rifles de repetición, prepararon una emboscada encerrando a hombres, mujeres y niños contra el acantilado donde hoy se halla ubicado el faro, muriendo entre 14 y 17 indígenas.
Alexander Mac Lennan se retiró en 1907 tras doce años trabajando para José Menéndez Menéndez como administrador y mayordomo de sus estancias en Tierra del Fuego.
Los salesianos de la cercana misión de Nuestra Señora de la Candelaria de Río Grande, fundada en 1893, también fueron testigos de los asesinatos de indígenas, como acreditan distintas entradas en el diario de la misión, como la correspondiente a enero de 1897: "varios empleados de la hacienda de Menéndez mataron a un grupo de hombres indios y las mujeres las condujeron a la misión: bautizamos a las muchachas".
José Menéndez tuvo una polémica con Monseñor Faganano en la que acusaba a La Misión Salesiana ”de ser un refugio y nido de ladrones por los robos de ovejas que hacían los indios de la misión". Allí señalaba: "Los pobladores solemos llevarles catecúmenos,pero nos cobran los misioneros una libra esterlina por cada uno y treinta centavos pagados por adelantados".(José Manuel González Tabanera "El emigrante asturiano José Menéndez")
El resultado de estas sangrientas persecuciones y cacerías fue el exterminio del pueblo selknam, que contaba con entre tres y cuatro mil individuos hacia finales del siglo XIX y que, veinte años después de la puesta en marcha de las estancias,  desaparecieron completamente de la faz de su territorio.
La historiografía actual señala a José Menéndez y al resto de los estancieros de Tierra del Fuego (Mauricio Braun, y José Montes) como los principales causantes del exterminio de todo un pueblo,[cita requerida] que los selknam desaparecieron a partir de la instalación de las primeras estancias ganaderas. Además, el principal asesino de indígenas, Alexander MacLennan, fue empleado de José Menéndez, de quien recibía órdenes directas. Los intentos de desvincular las acciones de MacLennan de las instrucciones de José Menéndez, indicando que el escocés actuaba por su cuenta, no se sostienen ya que fue administrador de la estancia "Primera Argentina" durante doce años y, cuando se jubiló, Menéndez le regaló un valioso reloj de hora en reconocimiento de sus servicios.

### Muerte
José Menéndez falleció el 24 de abril de 1918, a los 71 años, en Buenos Aires, donde poseía residencia al igual que en Punta Arenas. Por deseo expresos de sus hijos, fue sepultado en el cementerio de Punta Arenas.